# Астрагал донський
Астрагал донський (Astragalus tanaiticus K.Koch) — рослина роду астрагал (Astragalus), раритетний вид рослин сходу України та півдня Росії.

## Загальна біоморфологічна характеристика
Життєва форма — гемікриптофіт. Багаторічна трав'яниста рослина 15-27 см заввишки, опушена білими волосками. Стебла вкорочені, пагони розеткові. Має каудекс і стрижневу кореневу систему. Листки складні, прикореневі, з 12-18 парами яйцеподібнодовгастих листочків. Квітконоси (разом з суцвіттям) 3-12 см завдовжки. Квітки в нещільних китицях, по 9-30 у суцвітті. Віночок 25-27 см завдовжки, жовтий. Плід — довгастояйцеподібний або довгастоєліпсоїдний, рудувато-волохатий, майже сидячий біб 10-14 мм завдовжки, з носиком 2-3 мм завдовжки. Цвіте у травні-липні. Плодоносить у червні-липні. Розмножується насінням.

## Екологія
Зростає на сухих, бідних прирічкових пісках, крейдяних та вапнякових відшаруваннях в угруповання з розрідженим травостоєм і пониженою ценотичною конкуренцією. Псамофіт, ксерофіт.

## Поширення
Ендемік Середньоруської та Приазовської височини. Астрагал донський зростає у 20-30 місцях, 8 з яких знаходяться в Україні.
У Росії цей вид зустрічається у Волгоградській, Ростовській і Пензенській областях.
В Україні він зростає в Луганській, Донецькій, Дніпропетровській та Харківській областях.
У Луганській області знайдений в трьох місцях на лівому березі річки Сіверський Донець: неподалік від місця її злиття з річкою Деркул в Станично-Луганському районі, в околицях міста Щастя та біля села Кряківка Слов'яносербського району.
В Донецькій області астрагал донський зростає у відділі Кам'яні Могили Украïнського державного степового природного заповідника.
У Дніпропетровській області його можна зустріти лише в одному місці неподалік від села Великомихайлівка, Покровського району.
Дуже рідкісна рослина в долині річки Оскіл в Харківській області.
При настільки фрагментарному ареалі нині, ймовірно, значною мірою втратив різкі відмінності від близького понтійсько-сарматського виду астрагалу пухнастоквіткового (Astragalus pubiflorus DC.), південно-східною піщано-степовою расою якого і є астрагал донський. Цим пояснюється і ряд невірних вказівок про знаходження Astragalus tanaiticus на крейдяних і кам'янистих схилах у лісостепу України або в південній частині Пензенської області.

## Чисельність
Астрагал донський рідкісний вид, кожна з субпопуляцій містить лише по декілька рослин. В цілому, чисельність має тенденцію до зниження. Основні причини: природно-історична рідкісність, низька конкурентна здатність виду, розорювання степів, випас худоби, збирання населенням через декоративність та зміни рослинних угруповань на піщаних ґрунтах.

## Охоронні заходи
Астрагал донський занесений до Червоного списку Міжнародного Союзу Охорони Природи (Категорія — Уразливі види (VU)), Європейського червоного списку, до Додатку I Конвенції про збереження європейської дикої природи і природних місць існування (Бернська конвенція).
Вид знаходиться під охороною в Росії і включений в Червону книгу Росії і в регіональні Червоні книги (Червона книга Волгоградської області, Червона книга Ростовської області).
Рослину внесено до «Червоної книги України» (Природоохоронний статус виду — «Рідкісний») і до Червоної книги Донецької області.
Охороняється у відділеннях «Кам'яні Могили» Украïнського державного степового природного заповідника та «Стрільцівський степ» Луганського природного заповідника.